# Platycentrus acuticornis
Platycentrus acuticornis är en insektsart som beskrevs av Carl Stål. Platycentrus acuticornis ingår i släktet Platycentrus och familjen hornstritar. Inga underarter finns listade i Catalogue of Life.